# Гойтисоло, Хуан
Хуа́н Гойтисо́ло Гай (исп. Juan Goytisolo Gay; 6 января 1931, Барселона — 4 июня 2017, Марракеш) — испанский писатель

 «поколения пятидесятых годов». Также известен как поэт, литературный критик, журналист, эссеист и киносценарист. Писал на кастильском и каталанском языках.

## Биография
Из аристократической семьи. В годы гражданской войны его отец был арестован республиканцами, мать погибла при воздушной атаке франкистов на Барселону в марте 1938 года. Находясь в оппозиции режиму Франко, в 1956 году был вынужден покинуть Испанию и поселиться в Париже. Дружил с Ги Дебором. В 1969—1975 годах преподавал в различных университетах США. В 1996 году, после смерти жены, переехал в Марракеш. Писатель не скрывал своей бисексуальности.
Известен как большой почитатель творчества Лермонтова.
Гойтисоло стал одним из самых влиятельных испанских интеллектуалов за рубежом, он часто печатается в испанской прессе, в частности в газете «Эль Паис», для которой работал в качестве военного корреспондента в Чечне и Боснии. Он был беспощадным критиком западной цивилизации.
Композитор Хосе Мария Санчес-Верду (исп. José María Sánchez-Verdú) превратил роман Добродетели одинокой птицы в оперу Путешествие в Симорг (исп. El viaje a Simorgh). Премьера состоялась 4 мая 2007 года в Королевском театре Мадрида.
Два его брата Хосе Агустин Гойтисоло (1928—1999) и Луис Гойтисоло (р. 1935) также стали писателями.
Скончался в 2017 году в возрасте 86 лет в марокканском городе Марракеше.

## Произведения

### Романы и повести
- Ловкость рук (Juegos de manos, 1954).
- Печаль в раю (Duelo en el Paraíso, 1955).
- Цирк (El circo, 1957). Трилогия Эфемерное завтра (El mañana efímero).
- Праздники (Fiestas, 1958). Трилогия Эфемерное завтра (El mañana efímero).
- Прибой (La resaca, 1958). Трилогия Эфемерное завтра (El mañana efímero).
- Чтобы жить здесь (Para vivir aquí, 1960). Сборник рассказов.
- Остров (La isla, 1961).
- Чанка (La Chanca, 1962).
- Конец праздника. Попытки пересказа любовной истории (Fin de Fiesta. Tentativas de interpretación de una historia amorosa, 1962).
- Особые приметы (Señas de identidad, 1966). Трилогия Альваро Мендиола (Álvaro Mendiola).
- Требования графа дона Хулиана (Reivindicación del conde don Julián, 1970). Трилогия Альваро Мендиола (Álvaro Mendiola).
- Иоанн Безземельный (Juan sin Tierra, 1975). Трилогия Альваро Мендиола (Álvaro Mendiola).
- Макбара (Makbara, 1980).
- Пейзажи после битвы (Paisajes después de la batalla, 1985).
- Добродетели одинокой птицы (Las virtudes del pájaro solitario, 1988).
- Сорок (La cuarentena, 1991).
- Сага Марксов (La saga de los Marx, 1993).
- Место мест (El sitio de los sitios, 1995).
- Недели сада (Las semanas del jardín, 1997).
- Carajicomedia (2000).
- Перед занавесом (Telón de boca, (2003).

### Эссе
- Проблемы романа (Problemas de la novela, 1959). Литература.
- Испания и испанцы (España y los españoles, 1979). История и политика.
- Сарацинские хроники (Crónicas sarracinas, 1982).
- Лес букв (El bosque de las letras, 1995). Литература.
- Cogitus interruptus (1999).
- Налог на жизнь (El peaje de la vida, 2000). Вместе с Сами Наиром (фр. Sami Naïr).

### Другие работы
- Поля Нихара (Campos de Níjar, 1954).
- В царствах тайфа (En los reinos de taifa, 1986).
- Алькибла (Alquibla, 1988).
- Оттоманский Стамбул (Estambul otomano, 1989).
- Пейзажи войны с Чечнёй в качестве фона (Paisajes de guerra con Chechenia al fondo, 1996).
- Выдуманная вселенная (El universo imaginario, 1997).
- Диалог о забывчивости, табу и забвение (Diálogo sobre la desmemoria, los tabúes y el olvido, 2000). Диалог с Гюнтером Грассом.
- Пейзажи войны: Сараево, Алжир, Палестина, Чечня (Paisajes de guerra: Sarajevo, Argelia, Palestina, Chechenia, 2001).
- Птица, испачкавшая своё собственное гнездо (Pájaro que ensucia su propio nido, 2001).
- Воспоминания (Memorias, 2002).
- Испания и её эхидос (España y sus Ejidos, 2003).

## Критические труды
- сборник «Проблемы романа», 1959

## Публикации на русском языке
- Печаль в раю. — М.: Государственное издательство художественной литературы, 1962
- Ловкость рук. Прибой. Цирк. Остров. — М.: Прогресс, 1964
- Особые приметы. Роман. — М.: Художественная литература, 1976
- Избранное (Печаль в раю; Возмездие графа дона Хулиана; Хуан безземельный; Эссе; Воспоминания). Серия: Мастера современной прозы. — М.: Радуга, 1988. ISBN 5-05-002263-0
- Перед занавесом. / Пер. с испанского Н. Матяш. — Тверь: Kolonna Publications, Митин Журнал, 2012. — 92 с.; 800 экз. ISBN 978-5-98144-157-8

## Признание
- Молодёжная литературная премия (1952)
- Премия Europalia (Брюссель, 1985).
- Премия Нелли Закс (1993).
- Премия Октавио Паса (2002).
- Премия Хуана Рульфо (2004).
- Национальная премия по испанской литературе за совокупность созданного (2008).
- Премия Spiros Vergos (2009).
- Международная литературная премия Formentor (2012).
- Премия Сервантеса (2014)

С 2007 имя писателя носит библиотека Института Сервантеса в Танжере.